# ملک‌لی، یاردیملی
ملک‌لی (به ترکی آذربایجانی: Məlikli) یک منطقه مسکونی در جمهوری آذربایجان است که در شهرستان یاردیملی واقع شده است.